# Neckeropsis pabstiana
Neckeropsis pabstiana là một loài Rêu trong họ Neckeraceae. Loài này được (Müll. Hal.) Broth. miêu tả khoa học đầu tiên năm 1925.